# Jorge Mautner
Jorge Mautner, nome artístico de Henrique George Mautner (Rio de Janeiro, 17 de janeiro de 1941), é um cantor, compositor, violinista e escritor brasileiro.

## Biografia

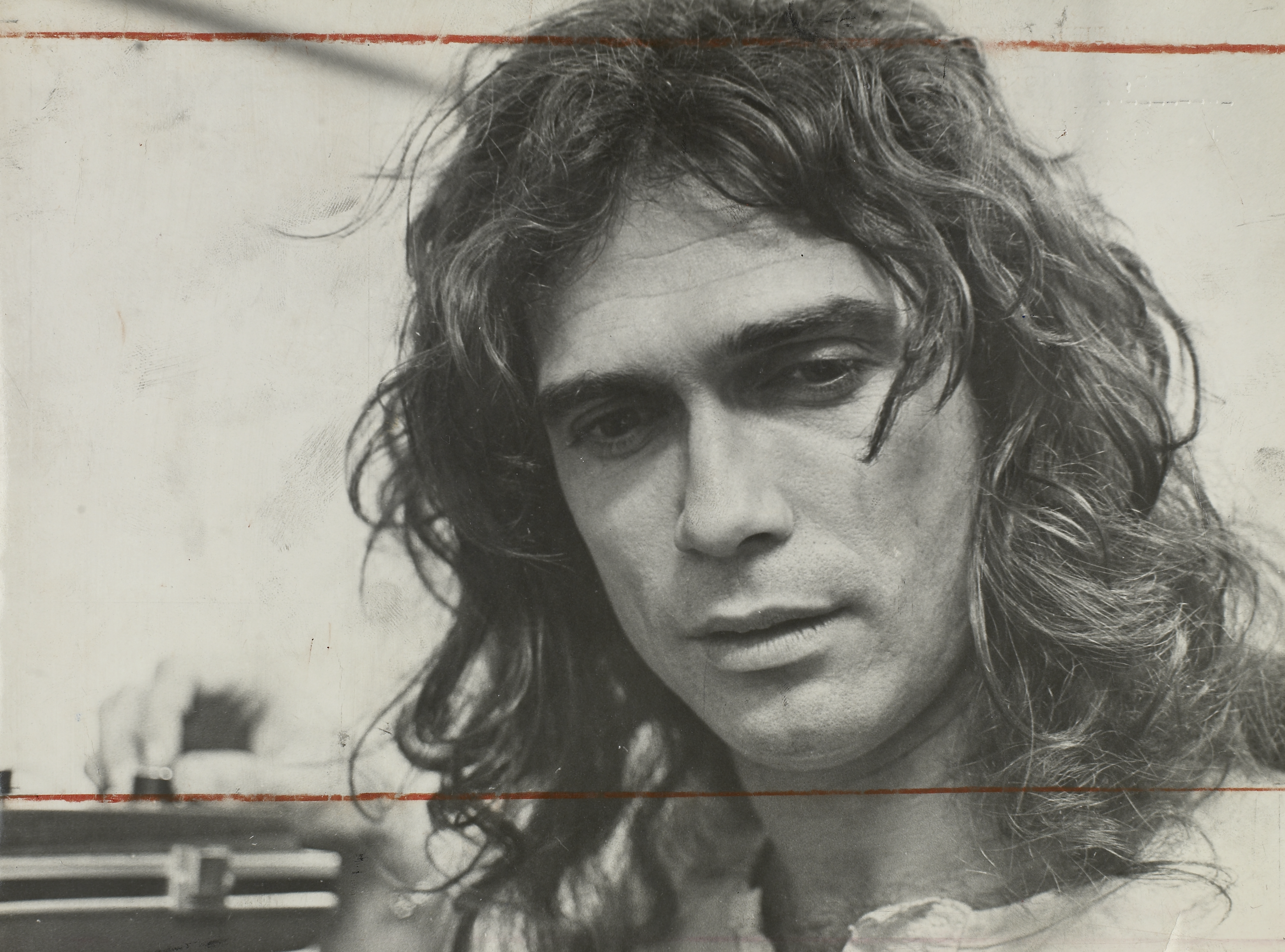
Em 1972.

Filho de Anna Illichi, de origem iugoslava e católica, e de Paul Mautner, judeu austríaco, Jorge Mautner nasceu pouco tempo depois de seus pais desembarcarem no Brasil: "Eu nasci aqui um mês depois de meus pais chegarem ao Brasil, fugindo do Holocausto".
No Brasil, seu pai, embora simpatizante do governo de Getúlio Vargas, atuava na resistência judaica. A mãe passou a sofrer de paralisia em razão do trauma sofrido pela impossibilidade da irmã de Jorge, Susana, ter embarcado para o Brasil com a família. Assim, até os sete anos, Jorge ficou sob os cuidados de uma babá, Lúcia, que era ialorixá e o apresentou ao candomblé.
Em 1948, seus pais se separam. Anna se casa com o violinista Henri Müller, que é a primeira viola da Orquestra Sinfônica de São Paulo. Anna e Jorge se transferem para São Paulo. Henri ensina Jorge a tocar violino. Jorge estuda no Colégio Dante Alighieri. Apesar de ótimo aluno, é expulso do colégio antes de concluir o 3.º ano científico, por ter escrito um texto considerado indecente.
Mautner começa  a escrever seu primeiro livro, Deus da chuva e da morte, aos 15 anos de idade. O livro foi publicado em 1962 e compõe, com Kaos (1964) e Narciso em tarde cinza (1966), a trilogia hoje conhecida como Mitologia do Kaos.
Em 1962, adere ao Partido Comunista Brasileiro, convidado pelo professor Mário Schenberg para participar, com José Roberto Aguilar, de uma célula cultural no Comitê Central.
Após o golpe militar de 1964 é preso. É liberado, sob a condição de se expressar mais "cuidadosamente". Em 1966, vai para os Estados Unidos, onde trabalha na UNESCO e trabalha na tradução de livros brasileiros. Também dava palestras sobre esses livros para a Sociedade Interamericana de Literatura. A partir de 1967, passa a trabalhar como secretário do poeta Robert Lowell. Conhece Paul Goodman, sociólogo, poeta e militante pacifista anarquista da nova esquerda, de quem recebe significativa influência.
Em 1970, vai para Londres, onde se aproxima de Caetano Veloso e Gilberto Gil. Volta ao Brasil e começa a escrever no jornal O Pasquim. Nesta época, conhece Nélson Jacobina, que será seu parceiro musical nas décadas seguintes.
Em 10 de dezembro de 1973, no período mais duro da ditadura militar, participa do Banquete dos Mendigos, show-manifesto idealizado e dirigido por Jards Macalé, em comemoração dos 25 anos da Declaração Universal dos Direitos Humanos. Do espetáculo participam também Chico Buarque, Dominguinhos, Edu Lobo, Gal Costa, Gonzaguinha, Johnny Alf, Luiz Melodia, Milton Nascimento, MPB4, Nélson Jacobina, Paulinho da Viola, Raul Seixas, entre outros artistas. Com apoio da ONU, o show acontece no Museu de Arte Moderna do Rio de Janeiro, transformado em "território livre", e resulta em álbum duplo gravado ao vivo. O disco foi proibido durante seis anos pelo regime militar e liberado somente em 1979.
Em 1975, nasce sua filha Amora (com a historiadora Ruth Mendes).
Em 1987 lança, com Gilberto Gil, o movimento "Figa Brasil" no show O Poeta e o Esfomeado, ligado ao movimento Kaos, voltado à discussão da cultura brasileira.
Em 17 de janeiro de 2016, coincidindo com seu aniversário de 75 anos, Mautner publicou seu décimo-primeiro livro, Kaos Total.
Em 28 de julho de 2016, foi reportado que Mautner sofreu de um ataque cardíaco e teve que ser levado às pressas para o Hospital Samaritano no Rio. Lá passou por uma cirurgia para implantar quatro stents em seu coração, mas eventualmente se recuperou. Um mês depois, em 30 de agosto, anunciou estar trabalhando numa série de livros em 10 volumes que narra sobre suas experiências como militante do Partido Comunista Brasileiro durante os anos 1960.
Em 12 de abril de 2019, depois de 13 anos do lançamento de seu último disco, Revirão (2006), Jorge Mautner lança Não Há Abismo Em Que o Brasil Caiba, álbum produzido em parceria com o Tono, grupo de Bem Gil, Rafael Rocha, Bruno Di Lullo e Ana Lomelino, que vem acompanhando Mautner nos palcos desde 2013. O disco foi eleito um dos 25 melhores álbuns brasileiros do primeiro semestre de 2019 pela Associação Paulista de Críticos de Arte.

## Literatura
Autor de vários livros, entre eles Deus da chuva e da morte (1962), que recebeu o Prêmio Jabuti de literatura, e Fragmentos de sabonete (1973).

## Cinema
Em 1968, escreveu o argumento e o roteiro do filme de Neville d'Almeida, Jardim de Guerra, que acabou censurado pela ditadura militar.
Em 1970, dirigiu o longa-metragem O demiurgo (1970), em que trabalhou como ator. Do filme, também participam Gil, Caetano, José Roberto Aguilar, Péricles Cavalcanti, Leilah Assumpção. O filme é censurado.
Em 1989, foi ator no papel do músico Jardas no premiado filme Festa, escrito e dirigido por Ugo Giorgetti. Do filme também participaram José Lewgoy, Antônio Abujamra, Adriano Stuart, Otávio Augusto, Iara Jamra, Ney Latorraca, Marcelo Mansfield, Lala Deheinzelin e Patrícia Pillar.

## Música
Entre seus sucessos musicais gravados por grandes nomes da MPB, incluem-se O vampiro (Caetano Veloso), Maracatu Atômico (Gilberto Gil e Chico Science & Nação Zumbi), Lágrimas negras (Gal Costa),  Samba dos animas (Lulu Santos) Rock Comendo Cereja e Samba Jambo com (Jonge).

### Discografia

#### Álbuns de Estúdio
- Para Iluminar a Cidade (1972)
- Jorge Mautner (1974)
- Mil e Uma Noites de Bagdá (1976)
- Bomba de Estrelas (1981)
- Antimaldito (1985)
- Árvore da Vida (com Nelson Jacobina) (1988)
- Pedra Bruta (1992)
- Eu Não Peço Desculpa (com Caetano Veloso) (2002)
- Revirão (2006)
- Não Há Abismo Em Que o Brasil Caiba (2019)

#### Álbuns ao Vivo
- Coisa de Jorge - Ao vivo na Praia de Copacabana (2007)
- Ao Vivo para detonar a Cidade (concerto de 1972) (2014)

#### Compilações
- Três Tons de Jorge Mautner (2013)
- O Filho do Holocausto - Trilha Sonora (2013)
- Anos 80 Zona Fantasma (2015)

#### EP's e compactos
- Radioatividade Não, Não  (1966)
- Filho Predileto de Xangô (1978)
- Estilhaços de Paixão (1996)
- O Ser da Tempestade (1999)

## Teatro

### Filhos do Kaos
Seu mais recente livro, Mitologia do Kaos, lançado em 2002 pela Azougue, recebeu montagem para teatro realizada pelo diretor baiano Fábio Viana. O espetáculo, de criação coletiva, reúne música, dança e teatro e foi intitulado Filhos do Kaos. É parte de um trabalho de pesquisa cênica, artística e estética que vem sendo realizado há muito tempo pelo diretor para o projeto denominado Trilogia do Kaos. Mautner, que esteve em Salvador para assistir à estreia,  declarou que "Filhos do Kaos é a própria tragédia grega viva, e todos nós sabemos (e viva Rei Lopes!) que a Grécia Antiga é aqui no Brasil!".

### Obras do autor
- Deus da Chuva e da Morte (Martins, 1962)
- Kaos (Martins, 1963)
- Narciso em Tarde Cinza (Exposição do Livro, 1965)
- Vigarista Jorge (Von Schimdt Editora, 1965)
- Fragmentos de Sabonete (Relume-Dumará, 1973)
- Panfletos da Nova Era (Global, 1978)
- Poesias de Amor e de Morte (Global, 1982)
- Sexo do Crepúsculo (Global, 1982) - Escrito em 1965
- Fundamentos do Kaos (Ched Editorial, 1985)
- Miséria Dourada (Maltese, 1993)
- Fragmentos de Sabonete e Outros Fragmentos (Relume Dumará, 1995)
- Floresta Verde Esmeralda (Azougue, 2002). Integra o conjunto de sua obra reunida: Mitologia do Kaos.

### Antologias
- Mitologia do Kaos (Azougue, 2002). Reunião de sua obra completa, dividida em três volumes.
- Kaos Total (Companhia das letras, 2016). Reunião de todas as suas letras musicais.